# Zastava M61/M84

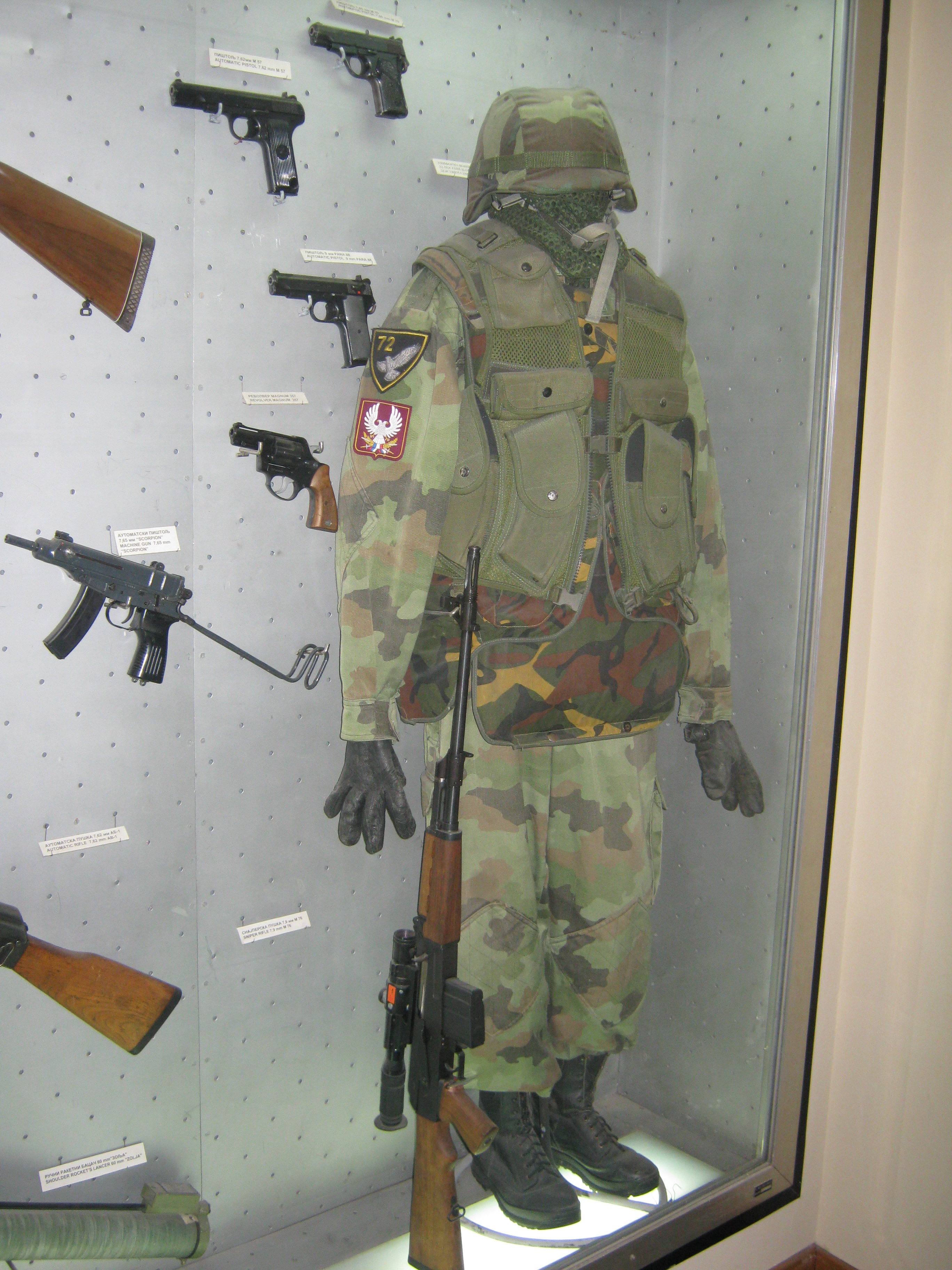
Au Musée militaire de Belgrade, un Zastava M61 avec sa crosse dépliée (à droite du poignet du mannequin de la 72e Brigade spéciale) figure dans la section consacrée à la Guerre du Kosovo.

Les pistolets- mitrailleurs Zastava M61 (j) (J pour Yougoslave) et M84 sont les versions yougoslaves (puis serbes) du Skorpion VZ61.

## Présentation
Ces versions yougoslaves produites sous licence se distinguent par leur poignée en plastique noir. Elles sont déclinées en :
- M61(j) calibre (7,65),
- M84 (9 mm court),
- M85 (version semi-automatique).

## Diffusion
Il arme donc les soldats de l'Armée populaire yougoslave puis les combattants bosniaques, croates, macédoniens, kosovars, serbes et slovènes lors des Guerres de Yougoslavie.
Les Militaires et paramilitaires croates ont aussi utilisé d'autres mitraillettes de fabrication nationales comme les Ero/Mini-Ero,Pleter M-91, Zagi M-91 et autres Šokac P1.
À la suite du conflit des Balkans de 1991-1995, les PM Zastava se sont répandus au sein de la Mafia, la Camorra, la 'Ndrangheta (Italie) ou du Milieu (France). Il arme aussi le Gang de Roubaix.

## Fiche technique
- Munition : 7,65 × 17 mm Browning (M61) ou 9 × 17 mm court (M84)
- Masse à vide : 1,3 kg
- Masse du mini-PM M61 chargé : 1,45 à 1,7 kg
- Longueur
  - crosse repliée : 27 cm
  - Crosse dépliée : 52 cm
  - du canon : 11 cm
- Cadence de tir théorique : 850 coups par minute
- Chargeur : 10/20 cartouches